# Castle Ward
Castle Ward è un palazzo del XVIII secolo sotto la tutela della National Trust e situato a Strangford, nella Contea di Down, Irlanda del Nord. Si affaccia sul Strangford Lough e dista 7 chilometri da Downpatrick e 1,5 miglia da Strangford. Il castello è aperto al pubblico e include giardini, la cinta muraria, una lavanderia vittoriana, un teatro, un ristorante, un negozio, una segheria ed un mulino funzionante. Dal 1985 al 2010 si ha anche ospitato il Castleward Opera, un anno d'estate di festival dell'opera.

## Storia
L'architetto del Castello di Ward è sconosciuto, anche se può venire dalla zona di Bristol, con cui la famiglia Ward aveva stretti legami. Potrebbe essere stato James Bridges che praticava a Bristol tra il 1757 e il 1763 e il cui lavoro ha qualche somiglianza con Castle Ward.

## Architettura

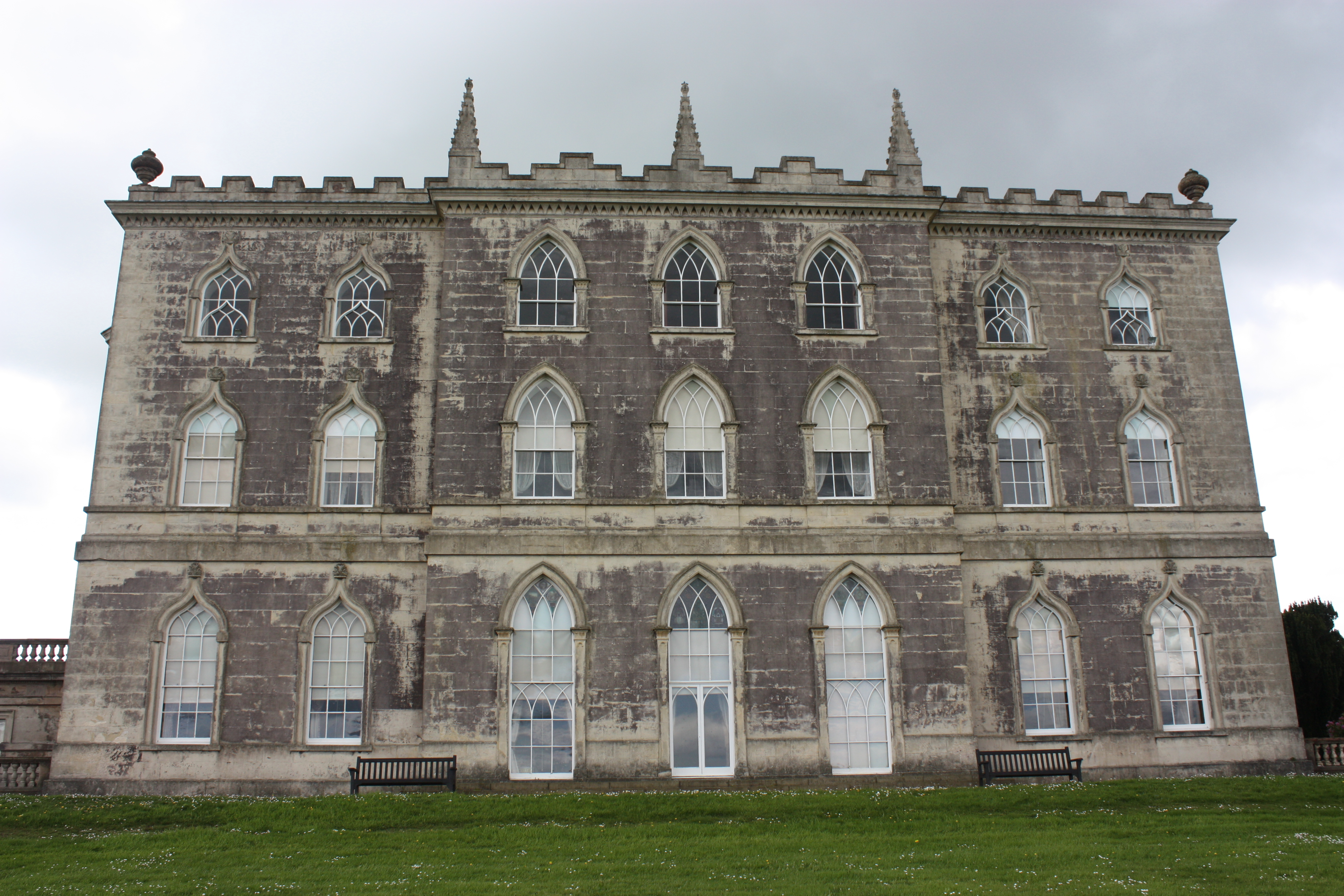
La facciata gotica

Mentre il lato d'ingresso del palazzo è fatto in un classico stile palladiano con colonne di sostegno triangolare a frontone, il lato opposto è in stile gotico georgiano con finestre a sesto acuto, merli e pinnacoli. Queste differenze di stile continuano su tutto l'interno della casa con lo spartiacque lungo il centro.

## Nella cultura di massa
Nella serie televisiva Il Trono di Spade questo castello viene usato per rendere l'aspetto di Grande Inverno.